# 幸町 (台北市)
幸町（さいわいちょう）は、日本統治時代の台湾における台北市の行政区画。樺山町の南に位置しており、内地出身の日本人の居住区であった。域内には政府機関が並び、また幸町教会が建設された。現在の中正区の済南路、青島東路、徐州路、臨沂街の付近が幸町に含まれる。

## 町内の施設
- 中央研究所 - 現在の教育部。
- 幸町教会 - 現在の済南基督長老教会（中国語版）。
- 台北州立台北第二高等女学校（中国語版） - 現在の立法院。
- 七星郡役所 - 現在の立法院青島第二会館。
- 開南工業学校 - 現在の開南商工。
- 台北州立台北第二中学校 - 現在の成功中学。
- 台北商業学校 - 現在の台北商業技術学院。
- 台北高等商業学校 - 戦後は国立台湾大学社会科学院、現在は使用していないが李登輝記念図書館になる予定[1]。
- 幸町市場 - 現在の幸安市場。
- 幸町職務官舎群（中国語版）